# Gandawa-Wevelgem 2020
Gandawa-Wevelgem 2020 – 82. edycja wyścigu kolarskiego Gandawa-Wevelgem, która odbyła się 11 października 2020; wyścig był częścią UCI World Tour 2020.
Wyścig początkowo miał odbyć się 29 marca 2020, jednak, ze względu na pandemię COVID-19, Międzynarodowa Unia Kolarska dokonała znaczących zmian w kalendarzu cyklu UCI World Tour 2020, w wyniku których zmagania w Gandawa-Wevelgem zostały przeniesione na 11 października 2020.

## Uczestnicy

### Drużyny
| WorldTeams (19)- AG2R La Mondiale - Astana - Bahrain McLaren - Bora-Hansgrohe - CCC Team - Cofidis - Deceuninck-Quick Step - EF Pro Cycling - Groupama-FDJ - Israel Start-Up Nation - Lotto Soudal - Mitchelton-Scott - Movistar Team - NTT Pro Cycling - Ineos Grenadiers - Jumbo-Visma - Team Sunweb - Trek-Segafredo - UAE Team Emirates ProTeams (6)- Alpecin-Fenix - Total Direct Énergie - B&B Hotels-Vital Concept p/b KTM - Bingoal-Wallonie Bruxelles - Circus-Wanty Gobert - Sport Vlaanderen-Baloise |
| |

### Lista startowa
| UAE Team Emirates UAD | UAE Team Emirates UAD      | UAE Team Emirates UAD |
| --------------------- | -------------------------- | --------------------- |
| Nr                    | Kolarz                     | Miejsce               |
| 1                     | Alexander Kristoff (NOR)   | 19.                   |
| 2                     | Tom Bohli (SUI)            | DNF                   |
| 3                     | Sven Erik Bystrøm (NOR)    | 42.                   |
| 4                     | Vegard Stake Laengen (NOR) | 89.                   |
| 5                     | Marco Marcato (ITA)        | 95.                   |
| 6                     | Rui Oliveira (POR)         | DNF                   |
| 7                     | Jasper Philipsen (BEL)     | 47.                   |

| Deceuninck-Quick Step DQT | Deceuninck-Quick Step DQT    | Deceuninck-Quick Step DQT |
| ------------------------- | ---------------------------- | ------------------------- |
| Nr                        | Kolarz                       | Miejsce                   |
| 11                        | Sam Bennett (IRL)            | DNF                       |
| 12                        | Kasper Asgreen (DEN) (szosa) | 11.                       |
| 13                        | Tim Declercq (BEL)           | 71.                       |
| 14                        | Yves Lampaert (BEL)          | 7.                        |
| 15                        | Florian Sénéchal (FRA)       | 2.                        |
| 16                        | Zdeněk Štybar (CZE)          | 41.                       |
| 17                        | Bert Van Lerberghe (BEL)     | 72.                       |

| Lotto-Soudal LTS | Lotto-Soudal LTS         | Lotto-Soudal LTS |
| ---------------- | ------------------------ | ---------------- |
| Nr               | Kolarz                   | Miejsce          |
| 21               | Caleb Ewan (AUS)         | DNF              |
| 22               | Jasper De Buyst (BEL)    | 64.              |
| 23               | John Degenkolb (GER)     | 6.               |
| 24               | Frederik Frison (BEL)    | 26.              |
| 25               | Roger Kluge (GER)        | DNF              |
| 26               | Brent Van Moer (BEL)     | 33.              |
| 27               | Florian Vermeersch (BEL) | 13.              |

| AG2R La Mondiale ALM | AG2R La Mondiale ALM    | AG2R La Mondiale ALM |
| -------------------- | ----------------------- | -------------------- |
| Nr                   | Kolarz                  | Miejsce              |
| 31                   | Oliver Naesen (BEL)     | 14.                  |
| 32                   | Silvan Dillier (SUI)    | 22.                  |
| 33                   | Julien Duval (FRA)      | 50.                  |
| 34                   | Dorian Godon (FRA)      | DNF                  |
| 35                   | Alexis Gougeard (FRA)   | 46.                  |
| 36                   | Lawrence Naesen (BEL)   | 34.                  |
| 37                   | Stijn Vandenbergh (BEL) | DNF                  |

| Astana AST | Astana AST              | Astana AST |
| ---------- | ----------------------- | ---------- |
| Nr         | Kolarz                  | Miejsce    |
| 41         | Daniił Fominych (KAZ)   | DNF        |
| 42         | Laurens De Vreese (BEL) | DNF        |
| 43         | Jewgienij Gidicz (KAZ)  | DNF        |
| 44         | Dmitrij Gruzdiew (KAZ)  | DNF        |
| 45         | Hugo Houle (CAN)        | 36.        |
| 46         | Davide Martinelli (ITA) | DNF        |
| 47         | Nikita Stalnow (KAZ)    | DNF        |

| Bahrain McLaren TBM | Bahrain McLaren TBM       | Bahrain McLaren TBM |
| ------------------- | ------------------------- | ------------------- |
| Nr                  | Kolarz                    | Miejsce             |
| 51                  | Mark Cavendish (GBR)      | 74.                 |
| 52                  | Dylan Teuns (BEL)         | 10.                 |
| 53                  | Sonny Colbrelli (ITA)     | DNF                 |
| 54                  | Iván García Cortina (ESP) | 51.                 |
| 55                  | Marco Haller (AUT)        | DNF                 |
| 56                  | Marcel Sieberg (GER)      | DNF                 |
| 57                  | Fred Wright (GBR)         | 39.                 |

| Bora-Hansgrohe BOH | Bora-Hansgrohe BOH        | Bora-Hansgrohe BOH |
| ------------------ | ------------------------- | ------------------ |
| Nr                 | Kolarz                    | Miejsce            |
| 61                 | Pascal Ackermann (GER)    | DNF                |
| 62                 | Marcus Burghardt (GER)    | 31.                |
| 63                 | Jean-Pierre Drucker (LUX) | 15.                |
| 64                 | Daniel Oss (ITA)          | DNF                |
| 65                 | Lukas Pöstlberger (AUT)   | DNF                |
| 66                 | Andreas Schillinger (GER) | 60.                |
| 67                 | Michael Schwarzmann (GER) | DNF                |

| CCC Team CCC | CCC Team CCC                   | CCC Team CCC |
| ------------ | ------------------------------ | ------------ |
| Nr           | Kolarz                         | Miejsce      |
| 71           | Matteo Trentin (ITA)           | 3.           |
| 72           | Jonas Koch (GER)               | DNF          |
| 73           | Michael Schär (SUI)            | 68.          |
| 74           | Gijs Van Hoecke (BEL)          | 32.          |
| 75           | Nathan Van Hooydonck (BEL)     | 53.          |
| 76           | Guillaume Van Keirsbulck (BEL) | 81.          |
| 77           | Georg Zimmermann (GER)         | 66.          |

| Cofidis COF | Cofidis COF              | Cofidis COF |
| ----------- | ------------------------ | ----------- |
| Nr          | Kolarz                   | Miejsce     |
| 81          | Christophe Laporte (FRA) | DNF         |
| 82          | Dimitri Claeys (BEL)     | DNF         |
| 83          | Piet Allegaert (BEL)     | 55.         |
| 84          | Cyril Lemoine (FRA)      | 25.         |
| 85          | Damien Touzé (FRA)       | 40.         |
| 87          | Julien Vermote (BEL)     | 58.         |

| EF Pro Cycling EF1 | EF Pro Cycling EF1        | EF Pro Cycling EF1 |
| ------------------ | ------------------------- | ------------------ |
| Nr                 | Kolarz                    | Miejsce            |
| 91                 | Alberto Bettiol (ITA)     | 4.                 |
| 92                 | Jens Keukeleire (BEL)     | 91.                |
| 93                 | Sebastian Langeveld (NED) | DNF                |
| 94                 | Jonas Rutsch (GER)        | DNF                |
| 95                 | Thomas Scully (NZL)       | 44.                |
| 96                 | Julius van den Berg (NED) | 94.                |
| 97                 | Sep Vanmarcke (BEL)       | 17.                |

| Groupama-FDJ GFC | Groupama-FDJ GFC            | Groupama-FDJ GFC |
| ---------------- | --------------------------- | ---------------- |
| Nr               | Kolarz                      | Miejsce          |
| 101              | Stefan Küng (SUI)           | 5.               |
| 103              | Kevin Geniets (LUX) (szosa) | DNS              |
| 104              | Fabian Lienhard (SUI)       | DNF              |
| 105              | Tobias Ludvigsson (SWE)     | DNS              |
| 106              | Mickaël Delage (FRA)        | DNF              |
| 107              | Jake Stewart (GBR)          | 35.              |

| Israel Start-Up Nation ISN | Israel Start-Up Nation ISN | Israel Start-Up Nation ISN |
| -------------------------- | -------------------------- | -------------------------- |
| Nr                         | Kolarz                     | Miejsce                    |
| 111                        | Nils Politt (GER)          | 52.                        |
| 112                        | Travis McCabe (USA)        | DNF                        |
| 113                        | Guillaume Boivin (CAN)     | DNF                        |
| 114                        | Itamar Einhorn (ISR)       | DNF                        |
| 115                        | André Greipel (GER)        | DNF                        |
| 116                        | Hugo Hofstetter (FRA)      | 24.                        |
| 117                        | Tom Van Asbroeck (BEL)     | 48.                        |

| Jumbo-Visma TJV | Jumbo-Visma TJV             | Jumbo-Visma TJV |
| --------------- | --------------------------- | --------------- |
| Nr              | Kolarz                      | Miejsce         |
| 121             | Wout van Aert (BEL)         | 8.              |
| 122             | Pascal Eenkhoorn (NED)      | 63.             |
| 123             | Amund Grøndahl Jansen (NOR) | 90.             |
| 124             | Taco van der Hoorn (NED)    | 54.             |
| 125             | Timo Roosen (NED)           | 59.             |
| 126             | Mike Teunissen (NED)        | 18.             |
| 127             | Maarten Wynants (BEL)       | DNF             |

| Mitchelton-Scott MTS | Mitchelton-Scott MTS      | Mitchelton-Scott MTS |
| -------------------- | ------------------------- | -------------------- |
| Nr                   | Kolarz                    | Miejsce              |
| 131                  | Jack Bauer (NZL)          | DNF                  |
| 132                  | Luke Durbridge (AUS)      | DNF                  |
| 133                  | Alexander Edmondson (AUS) | DNF                  |
| 134                  | Kaden Groves (AUS)        | DNF                  |
| 135                  | Alexander Konychev (ITA)  | 80.                  |
| 136                  | Luka Mezgec (SLO)         | 65.                  |
| 137                  | Barnabás Peák (HUN)       | DNF                  |

| Movistar Team MOV | Movistar Team MOV    | Movistar Team MOV |
| ----------------- | -------------------- | ----------------- |
| Nr                | Kolarz               | Miejsce           |
| 141               | Iñigo Elosegui (ESP) | DNF               |
| 142               | Juri Hollmann (GER)  | 67.               |
| 143               | Johan Jacobs (SUI)   | 16.               |
| 144               | Sebastián Mora (ESP) | DNF               |
| 145               | Eduard Prades (ESP)  | 70.               |

| NTT Pro Cycling NTT | NTT Pro Cycling NTT               | NTT Pro Cycling NTT |
| ------------------- | --------------------------------- | ------------------- |
| Nr                  | Kolarz                            | Miejsce             |
| 151                 | Edvald Boasson Hagen (NOR)        | 45.                 |
| 152                 | Samuele Battistella (ITA)         | 61.                 |
| 153                 | Michael Gogl (AUT)                | 92.                 |
| 154                 | Michael Valgren (DEN)             | 93.                 |
| 155                 | Reinardt Janse van Rensburg (RSA) | 28.                 |
| 156                 | Rasmus Tiller (NOR)               | 43.                 |
| 157                 | Max Walscheid (GER)               | 57.                 |

| Ineos Grenadiers IGD | Ineos Grenadiers IGD      | Ineos Grenadiers IGD |
| -------------------- | ------------------------- | -------------------- |
| Nr                   | Kolarz                    | Miejsce              |
| 161                  | Michał Kwiatkowski (POL)  | DNF                  |
| 162                  | Leonardo Basso (ITA)      | 79.                  |
| 163                  | Christian Knees (GER)     | DNF                  |
| 164                  | Christopher Lawless (GBR) | 83.                  |
| 165                  | Ethan Hayter (GBR)        | DNF                  |
| 166                  | Luke Rowe (GBR)           | 12.                  |
| 167                  | Owain Doull (GBR)         | DNF                  |

| Team Sunweb SUN | Team Sunweb SUN       | Team Sunweb SUN |
| --------------- | --------------------- | --------------- |
| Nr              | Kolarz                | Miejsce         |
| 172             | Nikias Arndt (GER)    | DNF             |
| 173             | Cees Bol (NED)        | 21.             |
| 174             | Alberto Dainese (ITA) | DNF             |
| 175             | Nils Eekhoff (NED)    | DNF             |
| 176             | Max Kanter (GER)      | DNF             |
| 177             | Mark Donovan (GBR)    | DNF             |

| Trek-Segafredo TFS | Trek-Segafredo TFS   | Trek-Segafredo TFS |
| ------------------ | -------------------- | ------------------ |
| Nr                 | Kolarz               | Miejsce            |
| 181                | Mads Pedersen (DEN)  | 1.                 |
| 182                | Alex Kirsch (LUX)    | DNF                |
| 183                | Ryan Mullen (IRL)    | DNF                |
| 184                | Kiel Reijnen (USA)   | DNF                |
| 185                | Toms Skujiņš (LAT)   | 86.                |
| 186                | Jasper Stuyven (BEL) | 38.                |
| 187                | Edward Theuns (BEL)  | 75.                |

| Total Direct Énergie TDE | Total Direct Énergie TDE | Total Direct Énergie TDE |
| ------------------------ | ------------------------ | ------------------------ |
| Nr                       | Kolarz                   | Miejsce                  |
| 191                      | Niki Terpstra (NED)      | 73.                      |
| 193                      | Mathieu Burgaudeau (FRA) | 88.                      |
| 194                      | Adrien Petit (FRA)       | DNF                      |
| 195                      | Geoffrey Soupe (FRA)     | DNF                      |
| 196                      | Anthony Turgis (FRA)     | 29.                      |
| 197                      | Dries Van Gestel (BEL)   | 85.                      |
| 198                      | Niccolò Bonifazio (ITA)  | DNF                      |

| Alpecin-Fenix AFC | Alpecin-Fenix AFC                  | Alpecin-Fenix AFC |
| ----------------- | ---------------------------------- | ----------------- |
| Nr                | Kolarz                             | Miejsce           |
| 201               | Mathieu van der Poel (NED) (szosa) | 9.                |
| 202               | Senne Leysen (BEL)                 | DNF               |
| 203               | Tim Merlier (BEL)                  | 27.               |
| 204               | Jonas Rickaert (BEL)               | 49.               |
| 205               | Oscar Riesebeek (NED)              | 69.               |
| 206               | Otto Vergaerde (BEL)               | 56.               |
| 207               | Gianni Vermeersch (BEL)            | 30.               |

| B&B Hotels-Vital Concept p/b KTM BVC | B&B Hotels-Vital Concept p/b KTM BVC | B&B Hotels-Vital Concept p/b KTM BVC |
| ------------------------------------ | ------------------------------------ | ------------------------------------ |
| Nr                                   | Kolarz                               | Miejsce                              |
| 211                                  | Jens Debusschere (BEL)               | 37.                                  |
| 212                                  | Frederik Backaert (BEL)              | DNF                                  |
| 213                                  | Bert De Backer (BEL)                 | 84.                                  |
| 214                                  | Jérémy Lecroq (FRA)                  | DNF                                  |
| 215                                  | Julien Morice (FRA)                  | 87.                                  |
| 216                                  | Luca Mozzato (ITA)                   | DNF                                  |
| 217                                  | Jonas Van Genechten (BEL)            | DNF                                  |

| Bingoal-Wallonie Bruxelles WVA | Bingoal-Wallonie Bruxelles WVA | Bingoal-Wallonie Bruxelles WVA |
| ------------------------------ | ------------------------------ | ------------------------------ |
| Nr                             | Kolarz                         | Miejsce                        |
| 221                            | Lionel Taminiaux (BEL)         | DNF                            |
| 222                            | Sean De Bie (BEL)              | DNF                            |
| 223                            | Jonas Castrique (BEL)          | DNF                            |
| 224                            | Kenny Molly (BEL)              | 82.                            |
| 225                            | Aksel Nõmmela (EST)            | 77.                            |
| 226                            | Ludovic Robeet (BEL)           | DNF                            |
| 227                            | Tom Wirtgen (LUX)              | DNF                            |

| Circus-Wanty Gobert CWG | Circus-Wanty Gobert CWG    | Circus-Wanty Gobert CWG |
| ----------------------- | -------------------------- | ----------------------- |
| Nr                      | Kolarz                     | Miejsce                 |
| 231                     | Ludwig De Winter (BEL)     | DNF                     |
| 232                     | Xandro Meurisse (BEL)      | 78.                     |
| 233                     | Timothy Dupont (BEL)       | DNF                     |
| 234                     | Andrea Pasqualon (ITA)     | 20.                     |
| 235                     | Boy van Poppel (NED)       | DNF                     |
| 236                     | Danny van Poppel (NED)     | DNF                     |
| 237                     | Pieter Vanspeybrouck (BEL) | DNF                     |

| Sport Vlaanderen-Baloise SVB | Sport Vlaanderen-Baloise SVB | Sport Vlaanderen-Baloise SVB |
| ---------------------------- | ---------------------------- | ---------------------------- |
| Nr                           | Kolarz                       | Miejsce                      |
| 241                          | Cédric Beullens (BEL)        | DNF                          |
| 242                          | Amaury Capiot (BEL)          | 23.                          |
| 243                          | Gilles De Wilde (BEL)        | DNF                          |
| 244                          | Thomas Sprengers (BEL)       | 76.                          |
| 245                          | Kenneth Van Rooy (BEL)       | DNF                          |
| 246                          | Aaron Van Poucke (BEL)       | 62.                          |
| 247                          | Sasha Weemaes (BEL)          | DNF                          |

| UAE Team Emirates UAD | UAE Team Emirates UAD      | UAE Team Emirates UAD |
| --------------------- | -------------------------- | --------------------- |
| Nr                    | Kolarz                     | Miejsce               |
| 1                     | Alexander Kristoff (NOR)   | 19.                   |
| 2                     | Tom Bohli (SUI)            | DNF                   |
| 3                     | Sven Erik Bystrøm (NOR)    | 42.                   |
| 4                     | Vegard Stake Laengen (NOR) | 89.                   |
| 5                     | Marco Marcato (ITA)        | 95.                   |
| 6                     | Rui Oliveira (POR)         | DNF                   |
| 7                     | Jasper Philipsen (BEL)     | 47.                   |

| Deceuninck-Quick Step DQT | Deceuninck-Quick Step DQT    | Deceuninck-Quick Step DQT |
| ------------------------- | ---------------------------- | ------------------------- |
| Nr                        | Kolarz                       | Miejsce                   |
| 11                        | Sam Bennett (IRL)            | DNF                       |
| 12                        | Kasper Asgreen (DEN) (szosa) | 11.                       |
| 13                        | Tim Declercq (BEL)           | 71.                       |
| 14                        | Yves Lampaert (BEL)          | 7.                        |
| 15                        | Florian Sénéchal (FRA)       | 2.                        |
| 16                        | Zdeněk Štybar (CZE)          | 41.                       |
| 17                        | Bert Van Lerberghe (BEL)     | 72.                       |

| Lotto-Soudal LTS | Lotto-Soudal LTS         | Lotto-Soudal LTS |
| ---------------- | ------------------------ | ---------------- |
| Nr               | Kolarz                   | Miejsce          |
| 21               | Caleb Ewan (AUS)         | DNF              |
| 22               | Jasper De Buyst (BEL)    | 64.              |
| 23               | John Degenkolb (GER)     | 6.               |
| 24               | Frederik Frison (BEL)    | 26.              |
| 25               | Roger Kluge (GER)        | DNF              |
| 26               | Brent Van Moer (BEL)     | 33.              |
| 27               | Florian Vermeersch (BEL) | 13.              |

| AG2R La Mondiale ALM | AG2R La Mondiale ALM    | AG2R La Mondiale ALM |
| -------------------- | ----------------------- | -------------------- |
| Nr                   | Kolarz                  | Miejsce              |
| 31                   | Oliver Naesen (BEL)     | 14.                  |
| 32                   | Silvan Dillier (SUI)    | 22.                  |
| 33                   | Julien Duval (FRA)      | 50.                  |
| 34                   | Dorian Godon (FRA)      | DNF                  |
| 35                   | Alexis Gougeard (FRA)   | 46.                  |
| 36                   | Lawrence Naesen (BEL)   | 34.                  |
| 37                   | Stijn Vandenbergh (BEL) | DNF                  |

| Astana AST | Astana AST              | Astana AST |
| ---------- | ----------------------- | ---------- |
| Nr         | Kolarz                  | Miejsce    |
| 41         | Daniił Fominych (KAZ)   | DNF        |
| 42         | Laurens De Vreese (BEL) | DNF        |
| 43         | Jewgienij Gidicz (KAZ)  | DNF        |
| 44         | Dmitrij Gruzdiew (KAZ)  | DNF        |
| 45         | Hugo Houle (CAN)        | 36.        |
| 46         | Davide Martinelli (ITA) | DNF        |
| 47         | Nikita Stalnow (KAZ)    | DNF        |

| Bahrain McLaren TBM | Bahrain McLaren TBM       | Bahrain McLaren TBM |
| ------------------- | ------------------------- | ------------------- |
| Nr                  | Kolarz                    | Miejsce             |
| 51                  | Mark Cavendish (GBR)      | 74.                 |
| 52                  | Dylan Teuns (BEL)         | 10.                 |
| 53                  | Sonny Colbrelli (ITA)     | DNF                 |
| 54                  | Iván García Cortina (ESP) | 51.                 |
| 55                  | Marco Haller (AUT)        | DNF                 |
| 56                  | Marcel Sieberg (GER)      | DNF                 |
| 57                  | Fred Wright (GBR)         | 39.                 |

| Bora-Hansgrohe BOH | Bora-Hansgrohe BOH        | Bora-Hansgrohe BOH |
| ------------------ | ------------------------- | ------------------ |
| Nr                 | Kolarz                    | Miejsce            |
| 61                 | Pascal Ackermann (GER)    | DNF                |
| 62                 | Marcus Burghardt (GER)    | 31.                |
| 63                 | Jean-Pierre Drucker (LUX) | 15.                |
| 64                 | Daniel Oss (ITA)          | DNF                |
| 65                 | Lukas Pöstlberger (AUT)   | DNF                |
| 66                 | Andreas Schillinger (GER) | 60.                |
| 67                 | Michael Schwarzmann (GER) | DNF                |

| CCC Team CCC | CCC Team CCC                   | CCC Team CCC |
| ------------ | ------------------------------ | ------------ |
| Nr           | Kolarz                         | Miejsce      |
| 71           | Matteo Trentin (ITA)           | 3.           |
| 72           | Jonas Koch (GER)               | DNF          |
| 73           | Michael Schär (SUI)            | 68.          |
| 74           | Gijs Van Hoecke (BEL)          | 32.          |
| 75           | Nathan Van Hooydonck (BEL)     | 53.          |
| 76           | Guillaume Van Keirsbulck (BEL) | 81.          |
| 77           | Georg Zimmermann (GER)         | 66.          |

| Cofidis COF | Cofidis COF              | Cofidis COF |
| ----------- | ------------------------ | ----------- |
| Nr          | Kolarz                   | Miejsce     |
| 81          | Christophe Laporte (FRA) | DNF         |
| 82          | Dimitri Claeys (BEL)     | DNF         |
| 83          | Piet Allegaert (BEL)     | 55.         |
| 84          | Cyril Lemoine (FRA)      | 25.         |
| 85          | Damien Touzé (FRA)       | 40.         |
| 87          | Julien Vermote (BEL)     | 58.         |

| EF Pro Cycling EF1 | EF Pro Cycling EF1        | EF Pro Cycling EF1 |
| ------------------ | ------------------------- | ------------------ |
| Nr                 | Kolarz                    | Miejsce            |
| 91                 | Alberto Bettiol (ITA)     | 4.                 |
| 92                 | Jens Keukeleire (BEL)     | 91.                |
| 93                 | Sebastian Langeveld (NED) | DNF                |
| 94                 | Jonas Rutsch (GER)        | DNF                |
| 95                 | Thomas Scully (NZL)       | 44.                |
| 96                 | Julius van den Berg (NED) | 94.                |
| 97                 | Sep Vanmarcke (BEL)       | 17.                |

| Groupama-FDJ GFC | Groupama-FDJ GFC            | Groupama-FDJ GFC |
| ---------------- | --------------------------- | ---------------- |
| Nr               | Kolarz                      | Miejsce          |
| 101              | Stefan Küng (SUI)           | 5.               |
| 103              | Kevin Geniets (LUX) (szosa) | DNS              |
| 104              | Fabian Lienhard (SUI)       | DNF              |
| 105              | Tobias Ludvigsson (SWE)     | DNS              |
| 106              | Mickaël Delage (FRA)        | DNF              |
| 107              | Jake Stewart (GBR)          | 35.              |

| Israel Start-Up Nation ISN | Israel Start-Up Nation ISN | Israel Start-Up Nation ISN |
| -------------------------- | -------------------------- | -------------------------- |
| Nr                         | Kolarz                     | Miejsce                    |
| 111                        | Nils Politt (GER)          | 52.                        |
| 112                        | Travis McCabe (USA)        | DNF                        |
| 113                        | Guillaume Boivin (CAN)     | DNF                        |
| 114                        | Itamar Einhorn (ISR)       | DNF                        |
| 115                        | André Greipel (GER)        | DNF                        |
| 116                        | Hugo Hofstetter (FRA)      | 24.                        |
| 117                        | Tom Van Asbroeck (BEL)     | 48.                        |

| Jumbo-Visma TJV | Jumbo-Visma TJV             | Jumbo-Visma TJV |
| --------------- | --------------------------- | --------------- |
| Nr              | Kolarz                      | Miejsce         |
| 121             | Wout van Aert (BEL)         | 8.              |
| 122             | Pascal Eenkhoorn (NED)      | 63.             |
| 123             | Amund Grøndahl Jansen (NOR) | 90.             |
| 124             | Taco van der Hoorn (NED)    | 54.             |
| 125             | Timo Roosen (NED)           | 59.             |
| 126             | Mike Teunissen (NED)        | 18.             |
| 127             | Maarten Wynants (BEL)       | DNF             |

| Mitchelton-Scott MTS | Mitchelton-Scott MTS      | Mitchelton-Scott MTS |
| -------------------- | ------------------------- | -------------------- |
| Nr                   | Kolarz                    | Miejsce              |
| 131                  | Jack Bauer (NZL)          | DNF                  |
| 132                  | Luke Durbridge (AUS)      | DNF                  |
| 133                  | Alexander Edmondson (AUS) | DNF                  |
| 134                  | Kaden Groves (AUS)        | DNF                  |
| 135                  | Alexander Konychev (ITA)  | 80.                  |
| 136                  | Luka Mezgec (SLO)         | 65.                  |
| 137                  | Barnabás Peák (HUN)       | DNF                  |

| Movistar Team MOV | Movistar Team MOV    | Movistar Team MOV |
| ----------------- | -------------------- | ----------------- |
| Nr                | Kolarz               | Miejsce           |
| 141               | Iñigo Elosegui (ESP) | DNF               |
| 142               | Juri Hollmann (GER)  | 67.               |
| 143               | Johan Jacobs (SUI)   | 16.               |
| 144               | Sebastián Mora (ESP) | DNF               |
| 145               | Eduard Prades (ESP)  | 70.               |

| NTT Pro Cycling NTT | NTT Pro Cycling NTT               | NTT Pro Cycling NTT |
| ------------------- | --------------------------------- | ------------------- |
| Nr                  | Kolarz                            | Miejsce             |
| 151                 | Edvald Boasson Hagen (NOR)        | 45.                 |
| 152                 | Samuele Battistella (ITA)         | 61.                 |
| 153                 | Michael Gogl (AUT)                | 92.                 |
| 154                 | Michael Valgren (DEN)             | 93.                 |
| 155                 | Reinardt Janse van Rensburg (RSA) | 28.                 |
| 156                 | Rasmus Tiller (NOR)               | 43.                 |
| 157                 | Max Walscheid (GER)               | 57.                 |

| Ineos Grenadiers IGD | Ineos Grenadiers IGD      | Ineos Grenadiers IGD |
| -------------------- | ------------------------- | -------------------- |
| Nr                   | Kolarz                    | Miejsce              |
| 161                  | Michał Kwiatkowski (POL)  | DNF                  |
| 162                  | Leonardo Basso (ITA)      | 79.                  |
| 163                  | Christian Knees (GER)     | DNF                  |
| 164                  | Christopher Lawless (GBR) | 83.                  |
| 165                  | Ethan Hayter (GBR)        | DNF                  |
| 166                  | Luke Rowe (GBR)           | 12.                  |
| 167                  | Owain Doull (GBR)         | DNF                  |

| Team Sunweb SUN | Team Sunweb SUN       | Team Sunweb SUN |
| --------------- | --------------------- | --------------- |
| Nr              | Kolarz                | Miejsce         |
| 172             | Nikias Arndt (GER)    | DNF             |
| 173             | Cees Bol (NED)        | 21.             |
| 174             | Alberto Dainese (ITA) | DNF             |
| 175             | Nils Eekhoff (NED)    | DNF             |
| 176             | Max Kanter (GER)      | DNF             |
| 177             | Mark Donovan (GBR)    | DNF             |

| Trek-Segafredo TFS | Trek-Segafredo TFS   | Trek-Segafredo TFS |
| ------------------ | -------------------- | ------------------ |
| Nr                 | Kolarz               | Miejsce            |
| 181                | Mads Pedersen (DEN)  | 1.                 |
| 182                | Alex Kirsch (LUX)    | DNF                |
| 183                | Ryan Mullen (IRL)    | DNF                |
| 184                | Kiel Reijnen (USA)   | DNF                |
| 185                | Toms Skujiņš (LAT)   | 86.                |
| 186                | Jasper Stuyven (BEL) | 38.                |
| 187                | Edward Theuns (BEL)  | 75.                |

| Total Direct Énergie TDE | Total Direct Énergie TDE | Total Direct Énergie TDE |
| ------------------------ | ------------------------ | ------------------------ |
| Nr                       | Kolarz                   | Miejsce                  |
| 191                      | Niki Terpstra (NED)      | 73.                      |
| 193                      | Mathieu Burgaudeau (FRA) | 88.                      |
| 194                      | Adrien Petit (FRA)       | DNF                      |
| 195                      | Geoffrey Soupe (FRA)     | DNF                      |
| 196                      | Anthony Turgis (FRA)     | 29.                      |
| 197                      | Dries Van Gestel (BEL)   | 85.                      |
| 198                      | Niccolò Bonifazio (ITA)  | DNF                      |

| Alpecin-Fenix AFC | Alpecin-Fenix AFC                  | Alpecin-Fenix AFC |
| ----------------- | ---------------------------------- | ----------------- |
| Nr                | Kolarz                             | Miejsce           |
| 201               | Mathieu van der Poel (NED) (szosa) | 9.                |
| 202               | Senne Leysen (BEL)                 | DNF               |
| 203               | Tim Merlier (BEL)                  | 27.               |
| 204               | Jonas Rickaert (BEL)               | 49.               |
| 205               | Oscar Riesebeek (NED)              | 69.               |
| 206               | Otto Vergaerde (BEL)               | 56.               |
| 207               | Gianni Vermeersch (BEL)            | 30.               |

| B&B Hotels-Vital Concept p/b KTM BVC | B&B Hotels-Vital Concept p/b KTM BVC | B&B Hotels-Vital Concept p/b KTM BVC |
| ------------------------------------ | ------------------------------------ | ------------------------------------ |
| Nr                                   | Kolarz                               | Miejsce                              |
| 211                                  | Jens Debusschere (BEL)               | 37.                                  |
| 212                                  | Frederik Backaert (BEL)              | DNF                                  |
| 213                                  | Bert De Backer (BEL)                 | 84.                                  |
| 214                                  | Jérémy Lecroq (FRA)                  | DNF                                  |
| 215                                  | Julien Morice (FRA)                  | 87.                                  |
| 216                                  | Luca Mozzato (ITA)                   | DNF                                  |
| 217                                  | Jonas Van Genechten (BEL)            | DNF                                  |

| Bingoal-Wallonie Bruxelles WVA | Bingoal-Wallonie Bruxelles WVA | Bingoal-Wallonie Bruxelles WVA |
| ------------------------------ | ------------------------------ | ------------------------------ |
| Nr                             | Kolarz                         | Miejsce                        |
| 221                            | Lionel Taminiaux (BEL)         | DNF                            |
| 222                            | Sean De Bie (BEL)              | DNF                            |
| 223                            | Jonas Castrique (BEL)          | DNF                            |
| 224                            | Kenny Molly (BEL)              | 82.                            |
| 225                            | Aksel Nõmmela (EST)            | 77.                            |
| 226                            | Ludovic Robeet (BEL)           | DNF                            |
| 227                            | Tom Wirtgen (LUX)              | DNF                            |

| Circus-Wanty Gobert CWG | Circus-Wanty Gobert CWG    | Circus-Wanty Gobert CWG |
| ----------------------- | -------------------------- | ----------------------- |
| Nr                      | Kolarz                     | Miejsce                 |
| 231                     | Ludwig De Winter (BEL)     | DNF                     |
| 232                     | Xandro Meurisse (BEL)      | 78.                     |
| 233                     | Timothy Dupont (BEL)       | DNF                     |
| 234                     | Andrea Pasqualon (ITA)     | 20.                     |
| 235                     | Boy van Poppel (NED)       | DNF                     |
| 236                     | Danny van Poppel (NED)     | DNF                     |
| 237                     | Pieter Vanspeybrouck (BEL) | DNF                     |

| Sport Vlaanderen-Baloise SVB | Sport Vlaanderen-Baloise SVB | Sport Vlaanderen-Baloise SVB |
| ---------------------------- | ---------------------------- | ---------------------------- |
| Nr                           | Kolarz                       | Miejsce                      |
| 241                          | Cédric Beullens (BEL)        | DNF                          |
| 242                          | Amaury Capiot (BEL)          | 23.                          |
| 243                          | Gilles De Wilde (BEL)        | DNF                          |
| 244                          | Thomas Sprengers (BEL)       | 76.                          |
| 245                          | Kenneth Van Rooy (BEL)       | DNF                          |
| 246                          | Aaron Van Poucke (BEL)       | 62.                          |
| 247                          | Sasha Weemaes (BEL)          | DNF                          |

Legenda: DNF – nie ukończył, OTL – przekroczył limit czasu, DNS – nie wystartował, DSQ – zdyskwalifikowany.

## Klasyfikacja generalna
| \| Klasyfikacja generalna \| Klasyfikacja generalna \| Klasyfikacja generalna \| Klasyfikacja generalna \| Klasyfikacja generalna \| \| Kolarz \| Kolarz \| Państwo \| Drużyna \| Czas \| \| ---------------------- \| ---------------------- \| ---------------------- \| ---------------------- \| ---------------------- \| \| 1. \| Mads Pedersen \| Dania \| Trek-Segafredo \| 5h 19' 20" \| \| 2. \| Florian Sénéchal \| Francja \| Deceuninck-Quick Step \| + 0" \| \| 3. \| Matteo Trentin \| Włochy \| CCC Team \| + 0" \| \| 4. \| Alberto Bettiol \| Włochy \| EF Pro Cycling \| + 1" \| \| 5. \| Stefan Küng \| Szwajcaria \| Groupama-FDJ \| + 3" \| \| 6. \| John Degenkolb \| Niemcy \| Lotto-Soudal \| + 4" \| \| 7. \| Yves Lampaert \| Belgia \| Deceuninck-Quick Step \| + 4" \| \| 8. \| Wout van Aert \| Belgia \| Jumbo-Visma \| + 7" \| \| 9. \| Mathieu van der Poel \| Holandia \| Alpecin-Fenix \| + 8" \| \| 10. \| Dylan Teuns \| Belgia \| Bahrain McLaren \| + 1' 40" \| \| 11. \| Kasper Asgreen \| Dania \| Deceuninck-Quick Step \| + 1' 56" \| \| 12. \| Luke Rowe \| Wielka Brytania \| Ineos Grenadiers \| + 1' 56" \| \| 13. \| Florian Vermeersch \| Belgia \| Lotto-Soudal \| + 1' 56" \| \| 14. \| Oliver Naesen \| Belgia \| AG2R La Mondiale \| + 2' 04" \| \| 15. \| Jean-Pierre Drucker \| Luksemburg \| Bora-Hansgrohe \| + 2' 04" \| |                      |                 |                       |            |
| |                      |                 |                       |            |
| Źródło: ProCyclingStats |                      |                 |                       |            |
| Klasyfikacja generalna |                      |                 |                       |            |
| Kolarz | Kolarz               | Państwo         | Drużyna               | Czas       |
| 1. | Mads Pedersen        | Dania           | Trek-Segafredo        | 5h 19' 20" |
| 2. | Florian Sénéchal     | Francja         | Deceuninck-Quick Step | + 0"       |
| 3. | Matteo Trentin       | Włochy          | CCC Team              | + 0"       |
| 4. | Alberto Bettiol      | Włochy          | EF Pro Cycling        | + 1"       |
| 5. | Stefan Küng          | Szwajcaria      | Groupama-FDJ          | + 3"       |
| 6. | John Degenkolb       | Niemcy          | Lotto-Soudal          | + 4"       |
| 7. | Yves Lampaert        | Belgia          | Deceuninck-Quick Step | + 4"       |
| 8. | Wout van Aert        | Belgia          | Jumbo-Visma           | + 7"       |
| 9. | Mathieu van der Poel | Holandia        | Alpecin-Fenix         | + 8"       |
| 10. | Dylan Teuns          | Belgia          | Bahrain McLaren       | + 1' 40"   |
| 11. | Kasper Asgreen       | Dania           | Deceuninck-Quick Step | + 1' 56"   |
| 12. | Luke Rowe            | Wielka Brytania | Ineos Grenadiers      | + 1' 56"   |
| 13. | Florian Vermeersch   | Belgia          | Lotto-Soudal          | + 1' 56"   |
| 14. | Oliver Naesen        | Belgia          | AG2R La Mondiale      | + 2' 04"   |
| 15. | Jean-Pierre Drucker  | Luksemburg      | Bora-Hansgrohe        | + 2' 04"   |